# Lentistivalius vomerus
Lentistivalius vomerus är en loppart som beskrevs av Hamilton Paul Traub 1972. Lentistivalius vomerus ingår i släktet Lentistivalius och familjen Stivaliidae. Inga underarter finns listade i Catalogue of Life.